# Cyclopera similis
Cyclopera similis är en fjärilsart som beskrevs av George Francis Hampson 1902. Cyclopera similis ingår i släktet Cyclopera och familjen nattflyn. Inga underarter finns listade i Catalogue of Life.